# Dolphin FC
Der Dolphin Football Club war ein irischer Fußballverein aus Dublin.

## Geschichte
Der Verein wurde im Jahre 1921 von deutschstämmigen Fleischern im Stadtviertel Dolphin’s Barn gegründet und spielte zunächst in der Leinster Senior League. Dort gewann die Mannschaft in den Jahren 1930 und 1931 jeweils die Meisterschaft. Im Jahre 1930 wurde der Verein in die League of Ireland aufgenommen. Nach einigen Jahren im Mittelfeld der Tabelle wurde die Mannschaft in der Saison 1934/35 Meister mit einem Punkt Vorsprung auf St. James’s Gate FC. Ein Jahr später wurde der Dolphin FC Vizemeister hinter den Bohemians Dublin. Nachdem die Mannschaft in der Saison 1936/37 nur Zehnter wurde, zog sich der Verein aus der League of Ireland zurück. Es liegen kaum Informationen darüber vor, ob der Verein danach noch in irgendeiner Liga aktiv war.
Im Irischen Pokalwettbewerb erreichte der Dolphin FC 1932 und 1933 jeweils das Endspiel, die beide gegen die Shamrock Rovers verloren wurden. 1932 unterlag der Dolphin FC knapp mit 0:1. Ein Jahr später endete das Finale zunächst mit einem 3:3-Unentschieden. Das Wiederholungsspiel endete mit einer 0:3-Niederlage des Dolphin FC. Darüber hinaus erreichte der Verein in den Jahren 1931, 1934 und 1935 jeweils noch das Halbfinale.

## Erfolge
- Irischer Meister: 1935
- Irischer Vizemeister: 1936
- Irischer Pokalfinalist: 1932, 1933

## Stadion
Der Verein trug seine Heimspiele im Dolphin’s Park, im Harold’s Cross Stadium und im Tolka Park aus.